# Turkówka
Turkówka (885 m lub 890 m) – szczyt w Paśmie Lubania w południowo-wschodniej części Gorców. Jest to pierwsze w kierunku od Przełęczy Knurowskiej na wschód wzniesienie w tym paśmie. Południowo-zachodnie stoki Turkówki opadają do dolinki dopływu Potoku Knurowskiego, północne do doliny Furcówki.
Turkówkę porasta las. Na mapie Geoportalu zaznaczona jest na jej południowo-zachodnim stoku polana Turkowska, jednak obecnie już niemal całkowicie zarośnięta lasem. Przez szczyt Turkówki i polankę prowadzi szlak turystyczny.
Przez szczyt Turkówki biegnie granica między wsiami powiatu nowotarskiego: Knurowem (stoki południowe) i Ochotnicą Górną (stoki północne).

## Szlaki turystyki pieszej
Główny Szlak Beskidzki, odcinek: Knurowska Przełęcz – Turkówka – Turkowska – Bukowinka – Chałupisko – Cyrla – Studzionki – Kotelnica – Runek (Hubieński) – Runek – Polana Wybrańska – Kudowski Wierch – Kudów – Jaworzyny Ochotnickie – Lubań – Wierch Lubania. Odległość 13,7 km, suma podejść 750 m, suma zejść 430 m, czas przejścia: 4 godz., z powrotem 3:05 godz.